# Zabucicea, Kiev-Sveatoșîn
Zabucicea (în ucraineană Забуччя) este un sat în comuna Mîhailivka-Rubejivka din raionul Kiev-Sveatoșîn, regiunea Kiev, Ucraina.

## Demografie
Componența lingvistică a localității Zabucicea
     Ucraineană (94,55%)
     Rusă (5,45%)
Conform recensământului din 2001, majoritatea populației localității Zabucicea era vorbitoare de ucraineană (94,55%), existând în minoritate și vorbitori de rusă (5,45%).